# Chatham Dockyard

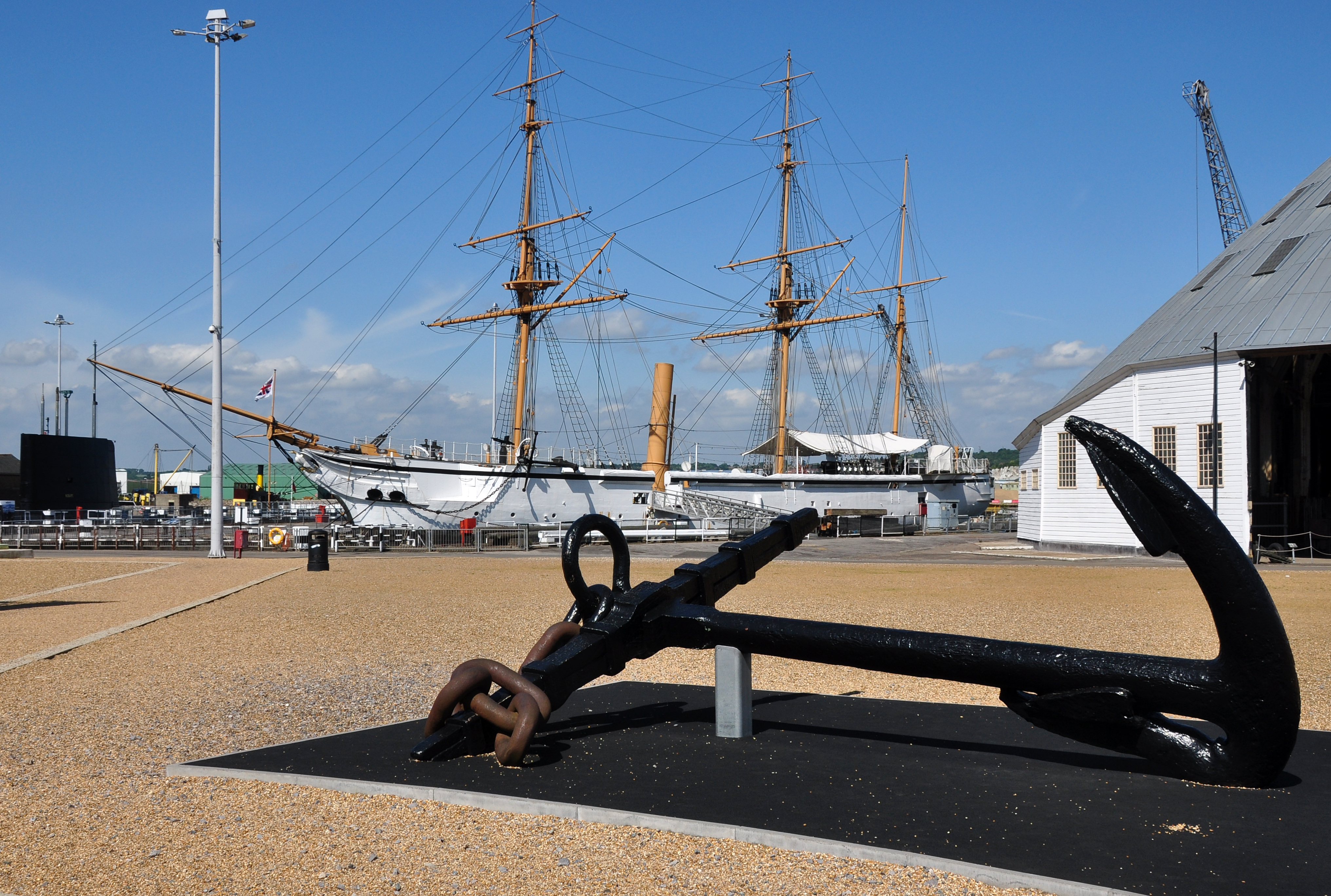
Якір на вході до Чатем Докярд

Чатем Докярд (англ. Chatham Dockyard) — колишня британська суднобудівна компанія, яка розташовувалася у Чатемі, у графстві Північний Кент, регіон Південно-Східна Англія, Англія, Сполучене Королівство. Корабельні будувались на берегах річки Медвей, яка впадає в естуарій річки Темза. Вперше промисловості з'явились ще з 1544 року за правління короля Генріха VIII, але офіційно вони були засновані у 1567 році, а згодом навколо них було засноване місто Чатем.